# Donja Kovačica
Donja Kovačica är en ort i Kroatien.   Den ligger i länet Bjelovar-Bilogoras län, i den nordöstra delen av landet, 80 km öster om huvudstaden Zagreb. Donja Kovačica ligger 133 meter över havet och antalet invånare är 342.
Terrängen runt Donja Kovačica är platt. Runt Donja Kovačica är det ganska glesbefolkat, med 22 invånare per kvadratkilometer. Närmaste större samhälle är Bjelovar, 19,7 km nordväst om Donja Kovačica. Trakten runt Donja Kovačica består till största delen av jordbruksmark.